# Stuk Ranch
Stuk Ranch er et pladestudie beliggende ved Sønderholm nær Nibe. Pladestudiet blev etableret i 1976 af den lokale musiker og iværksætter Palle Juul (kendt under kunstnernavnet Country Palle), som tidligere havde drevet et nærliggende pladestudie med navnet Quali Sound.

## Historie

### Studie til folkemusikken
I 1976 så Palle Juul muligheder i en landejendom, der stod tom. Han etablerede kassettebåndsfabrik og flere lydstudier, ligesom en tidligere kostald blev omdannet til bar, kantine og værelser til musikerne.
Stuk Ranch var teknisk set fuldt på højde med et studie som Sweet Silence i København. Samtidig drev han pladeselskabet Stuk hvor optagelserne kunne udgives.
På kassettebåndsfabrikken inspillede bl.a. skuespilleren Jens Okking lydbøger, som reklamemanden Bo Jepsen var idémand til, mens egnens unge arbejdede med at folde indlægssedler og starte kopimaskinerne.
I det store studie indspillede navne som Kræn Bysted, Fisker Thomas, Sand På Gulvet, Ib Grønbech, De Gyldne Løver, Niels Hausgaard, Lasse & Mathilde, Poul Krebs og en lang række andre kunstnere fra den spirende folkemusikscene. Stig Møller har også indspillet i studiet, og Kim Larsen brugte Stuk Ranchs mobilstudie til sit Starfuckers-projekt. Gnags mixede en af deres plader der, og pladeselskabet Stuks største salgssucces, Slåbrock Band, indspillede også på ejendommen.

### Økonomien begyndte at vakle
Omkring 1979 blev der imidlertid uenighed om økonomien mellem Palle Juul og de tilknyttede kunstnere. Der var ingen kontrakter, men Palle Juul lavede aftaler med musikerne fra gang til gang - og denne gang kunne de ikke længere blive enige. Derfor forlod en række kunstnere Stuk og gik over til det nystartede Medley Records, som producerne Poul Bruun og Michael Ritto stod bag. Førstnævnte havde i en længere periode samarbejdet med Palle Juul, fordi Stuk og Stuk Ranch havde en samarbejdsaftale med CBS, der var Poul Bruuns tidligere arbejdsgiver. Poul Bruun producerede f.eks. Lasse & Mathildes første albummer på Stuk Ranch, da de havde kontrakt med CBS.
Palle Juul forsøgte sig med andre lokalt forankrede folkgrupper, såsom Tørfisk og Schwåmpi's Venner, men økonomien begyndte at vakle. Palle Juul døde i 1982, og hans enke, Tove Juul, forsøgte at køre studiet videre - men måtte opgive efter fire år.
I en årrække ejede Pinsekirken stedet. Senere lejede den nordjyske musiker Jens Varmløse sig ind i de gamle studielokaler og genstartede studiedriften fra 2010-2015 hvorefter han flyttede og etablerede sit eget studie.